# Media w Toruniu

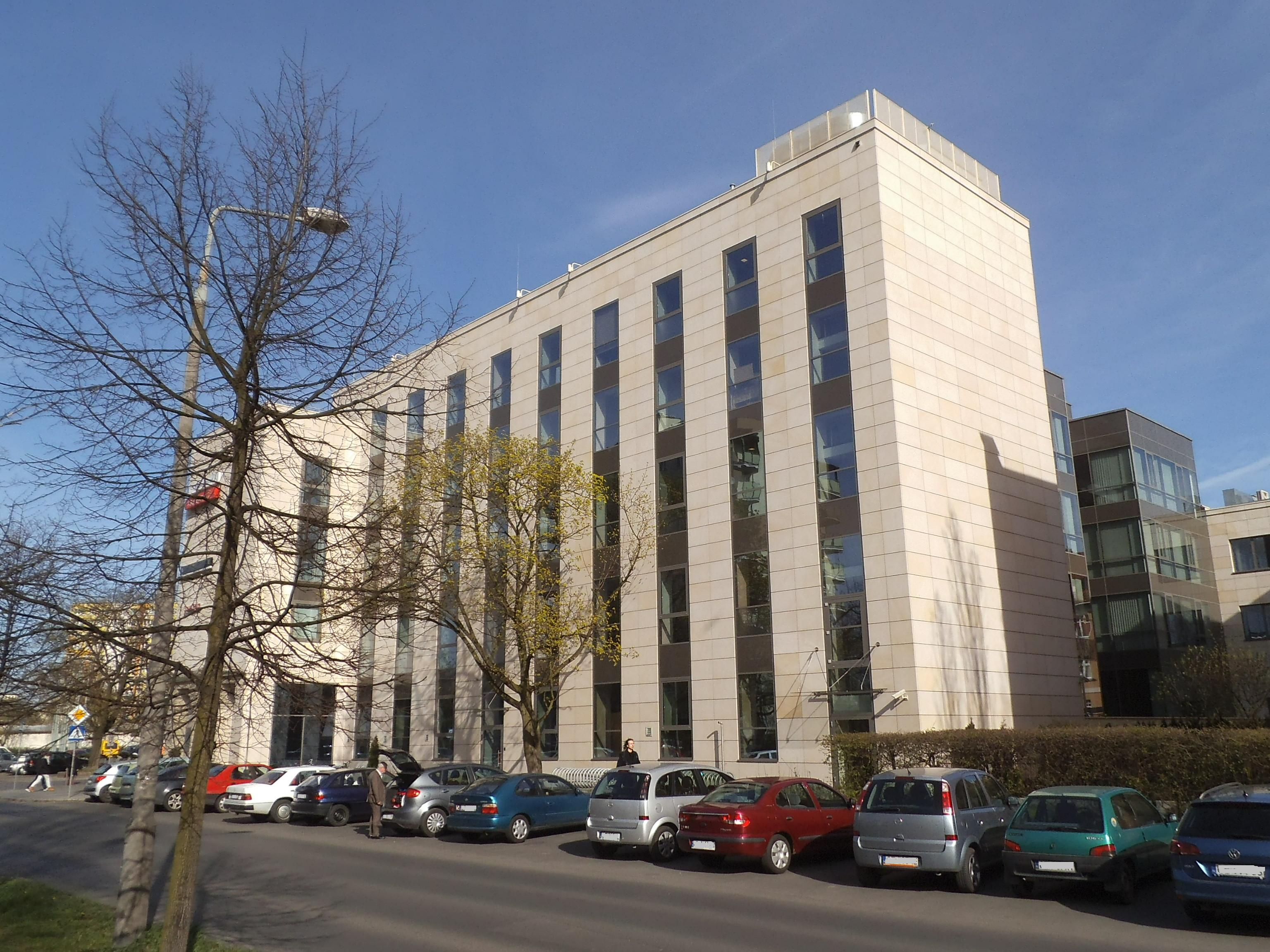
Siedziba redakcji „Nowości” przy ul. Grudziądzkiej 46-48

Media w Toruniu – redakcje prasowe, radiowe i telewizyjne oraz portale internetowe w Toruniu.

## Prasa
Najpopularniejszymi dziennikami w Toruniu są „Nowości” oraz wydawana w Bydgoszczy „Gazeta Pomorska”. „Nowości” są wydawane od 1967 roku. W momencie założenia był to jedyny dziennik wydawany w ówczesnych miastach powiatowych. Od stycznia 2021 roku redakcja „Nowości” mieści się w biurowcu przy ul. Grudziądzkiej 46-48. We wrześniu 2003 roku ukazał się pierwszy numer Toruńskiego Informatora Kulturalno-Artystycznego Ikar, bezpłatnego miesięcznika wydawanego przez Wydział Komunikacji Społecznej i Informacji Urzędu Miasta Torunia. Wydawanie czasopisma zawieszono w okresie od kwietnia 2020 do października 2024 roku. Uniwersytet Mikołaja Kopernika w Toruniu od 1952 roku wydaje „Głos Uczelni”. W Toruniu mieści się również lokalna redakcja „Gazety Wyborczej”.
W Toruniu wydawane są również wydawnictwa naukowe i popularnonaukowe, w większości wydawane przez Uniwersytet Mikołaja Kopernika. Większość czasopism wychodzi w ramach serii „Acta Universitatis Nicolai Copernici”. Ponadto wychodzą m.in: „Czasy Nowożytne”, „Urania – Postępy Astronomii”, „Folia Torunniensia”, „Rocznik Toruński” (od 1966).

## Telewizja
W Toruniu działa kujawsko-pomorski oddział telewizji TVN i TVN24. Swoją siedzibę w Toruniu ma ogólnopolska telewizja Telewizja Trwam, założona w 2003 roku. 11 listopada 1992 roku odbyła się pierwsza transmisja Telewizji Młodzieżowej Spółdzielni Mieszkaniowej, przemianowanej później w Telewizję Toruń. W 2005 roku założono toruńską redakcję TVP S.A., podlegającą TVP3 Bydgoszcz.

## Radio
15 stycznia 1935 roku rozpoczęła działalność Pomorska Rozgłośnia Polskiego Radia. W chwili otwarcia była to ósma z kolei radiostacja w Polsce. Dysponowała mocą 24 kW. Pod względem mocy była drugą po stacji Warszawa-Raszyn. W czasie II wojny światowej rozgłośnię zajęli Niemcy. Po II wojnie światowej rozgłośnia była podporządkowana Rozgłośni Pomorskiej w Bydgoszczy. Studio radiowe działało do 1974 roku. Nadajnik w Toruniu wyłączono w 1959 roku po uruchomieniu silnego nadajnika w Poznaniu. Tradycje Rozgłośni Pomorskiej kontynuuje Polskie Radio Pomorza i Kujaw. 8 grudnia 1991 roku uruchomiono Radio Maryja, mieszcząca się w Toruniu. Swoje redakcje mają również stacje: Radio Gra Toruń, Radio Sfera (rozgłośnia Uniwersytetu Mikołaja Kopernika), Radio Eska